# Herzog von Roannais
Der Titel Herzog von Roannais (auch Roannez geschrieben), Pair von Frankreich, wurde 1519 für Artus Gouffier de Boisy, Graf von Étampes, Großmeister von Frankreich, geschaffen. Er erlosch 1725.

## Geschichte
1372 wurde die Baronie Roannais zur Pairie erhoben, was zwar 1466 bestätigt wurde, bei der Übertragung der Baronie auf Artus Gouffier aber ausgespart blieb.
1519, wurde die Baronie Roannais, die mit der Baronie de Boisy und La Mothe-Saint-Romain verbunden war, zur Duché-Pairie de Roannais erhoben; da die Erhebung aber nicht offiziell registriert wurde, erlosch die Erhebung zur Pairie mit dem Tod Artus Gouffiers im gleichen Jahr wieder.
1612 wurde die Duché-Pairie erneut aus den Baronien Roannais, Boisy und La Motte-Saint-Germain errichtet, die inzwischen als Marquisat de Boisy bestanden. Auch diese Erhebung wurde nicht offiziell registriert, was 1667 zum erneuten Erlöschen der Pairie führte.
1667 wurde daher die Duché-Pairie de Roannais aus den gleichen Ländereien ein drittes Mal errichtet. Diese Erhebung wurde auch eingetragen, aber erst im Jahr 1716. Sie erlosch durch den erbenlosen Tod des Inhabers 1725 ein letztes Mal.

## Barone von Roannais
- 1372–1410: Louis II. de Bourbon (1337–1410), 3. duc de Bourbon et pair de France, comte de Clermont-en-Beauvaisis et pair de France, 1. baron de Roannais et pair de France, comte de Château-Chinon, seigneur de Beaujeu, prince de Dombes
- 1410–1434: Jean I. de Bourbon (1381–1434), dessen Sohn, 4. duc de Bourbon et pair de France, duc d'Auvergne et pair de France, comte de Clermont-en-Beauvaisis et pair de France, Comte de Forez et pair de France, 2. baron de Roannais (1410) et pair de France, comte de Montpensier, seigneur de Beaujeu et prince de Dombes
- 1434–1456: Charles I. de Bourbon (1401–1456), dessen Sohn, 5. duc de Bourbon et pair de France, duc d'Auvergne et pair de France, etc. 3, baron de Roannais (1434) et pair de France, comte de L'Isle-Jourdain, seigneur de Beaujeu et prince de Dombes
- 1456–1468: Jean II. de Bourbon (1426–1488), dessen Sohn, 6. duc de Bourbon et pair de France, duc d'Auvergne et pair de France, etc. 4. baron de Roannais (1456) et pair de France, comte de L'Isle-Jourdain et de Villars, seigneur de Roussillon et prince de Dombes, Connétable von Frankreich
- 1488–1488: Charles II. de Bourbon (1433–1488), dessen Bruder, Bischof von Clermont, dann Erzbischof von Lyon, Kardinal, duc de Bourbon et pair de France, duc d'Auvergne et pair de France, etc. baron de Roannais (1488) et pair de France, verzichtet auf die Herzogstitel, wird daher nicht "mitgezählt"
- 1488–1503: Pierre II. de Bourbon (1438–1503), dessen Bruder, baron de Beaujeu et pair de France, comte de La Marche et pair de France, 7. duc de Bourbon et pair de France, duc d'Auvergne et pair de France, etc. 5. baron de Roannais (1488) et pair de France, comte de Gien, vicomte de Carlat et de Murat, seigneur de Bourbon-Lancy et pair de France, prince de Dombes, Regent von Frankreich (1483–1491)
- 1503–1515: Suzanne de Bourbon (1491–1521), dessen Tochter, 7. duchesse de Bourbon et pair de France, duchesse d'Auvergne et pair de France, etc. 6. baronne de Roannais (1503) et pair de France, comtesse de Gien, baronne de Beaujeu et pair de France.
- 1515–1519: Artus Gouffier (1474–1519), comte d'Étampes et de Caravas, baron de Passavant, de Maulévrier, de Roanne, de La Mothe-Saint-Romain, de Bourg-sur-Charente (mit der Burg Garde-Épée in Saint-Brice) et de Saint-Loup, seigneur d'Oiron, de Villedieu, Gouverneur der Dauphiné und von Valence, Großmeister von Frankreich, 7. baron de Roannais (1515).

## Herzöge von Roannais
- 1519–1519: Artus Gouffier (1474–1519), comte d'Étampes et de Caravas, baron de Passavant, de Maulévrier, de Roanne, de La Mothe-Saint-Romain, de Bourg-sur-Charente (mit der Burg Garde-Épée in Saint-Brice) et de Saint-Loup, seigneur d'Oiron, de Villedieu, Großmeister von Frankreich, 1. duc de Roannais et pair de France
- 1519–1570: Claude Gouffier (um 1501–1570), dessen Sohn, 2. duc de Roannais, marquis de Boisy, comte de Maulévrier et de Caravas, seigneur d'Oiron, Großstallmeister von Frankreich
- 1570–1582: Gilbert Gouffier (1552–1582), dessen Sohn, 3. duc de Roannais, marquis de Boisy, comte de Maulévrier et de Caravas, seigneur d'Oiron
- 1582–1642: Louis Gouffier (1575–1642), dessen Sohn, 4e duc de Roannais et pair de France, marquis de Boisy, comte de Maulévrier, de Secondigny et de Beaufort-en-Vallée, baron de Mirebeau, de Gonnord et d'Oiron
- 1642–1667: Artus Gouffier (1627–1696), dessen Enkel, marquis de Boisy, dann 5. duc de Roannais et pair de France
  - Charlotte Gouffier († 1683), dessen Schwester, verheiratet mit
- 1667–1690: François d’Aubusson (1631–1691), comte de La Feuillade, dann 6. duc de Roannais und 1.. duc dit de La Feuillade et pair de France (trat 1690 zurück), vicomte d'Aubusson, marquis de Boisy, baron de la Borne et Premier Baron de La Marche, colonel des Gardes-Françaises, Marschall von Frankreich
- 1690–1725 : Louis d’Aubusson (1673–1725), dessen Sohn, comte de La Feuillade, vicomte d'Aubusson et baron de La Borne, dann 7. duc de Roannais et 2. duc dit de La Feuillade (1690 : démission de son père le précédent) et pair de France, baron de Pérusse et seigneur de Felletin, Marschall von Frankreich